# Isola di Čerkavskij
L'isola di Čerkavskij (in russo остров Черкавского?) è un isolotto roccioso russo che si trova nella parte occidentale del golfo di Pietro il Grande, nel mare del Giappone, nell'Estremo Oriente russo. Appartiene amministrativamente al Chasanskij rajon, del Territorio del Litorale. Si trova a sud-ovest di Vladivostok.

## Geografia
L'isola di Čerkavskij si trova a nord-ovest del golfo di Possiet, al centro dello stretto che divide la baia Rejd Pallada (a sud) dalle baie Ėkspedicii e Novgorodskaja (a nord). È situata a 2,5 km dall'estremità settentrionale della stretta penisola Novgorodskij (полуостров Новгородский), tra quest'ultima a capo Astaf'iev (мыс Астафьева). L'isola, che ha un'altezza di 17 m s.l.m., ha un piccolo faro di segnalazione. La sua superficie è priva di vegetazione e ricoperta di nidi di uccelli.

## Storia
L'isola è stata descritta e mappata nel 1854 dall'equipaggio della fregata Pallada. Nel 1863, il tenente colonnello Vasilij Matveevič Babkin diede all'isola il nome dello stabskapitän Ivan Francevič Čerkavskij (Иван Францевич Черкавский), comandante delle postazioni di Novogorod dal 1860 e che aveva partecipato alla costruzione della postazione di Vladivostok.